# Hermann Kümmel
Hermann Kümmel (* 7. Oktober 1922 in Berlin; † 16. Mai 2012 in Herne) war ein deutscher Physiker. Er war Professor für Theoretische Physik an der Ruhr-Universität Bochum.

## Biografie
Hermann Kümmel war Sohn des Kunsthistorikers und späteren Generaldirektors der staatlichen Museen in Berlin, Otto Kümmel und dessen Ehefrau Therese Kümmel geb. Klee und ein Enkel des Bauingenieurs Werner Kümmel.
Er studierte von 1946 bis 1950 Physik an der Humboldt-Universität in (Ost-)Berlin. Er schloss das Studium mit einer Diplomarbeit im Bereich Experimentalphysik ab. Anschließend wechselte er zur Freien Universität in (West-)Berlin und promovierte dort 1952 mit einer Arbeit über Quantenelektrodynamik. 1956 folgte die Habilitation mit einer Arbeit über die quantenmechanische Begründung der Thermodynamik.
1956 folgte er einer Einladung zu einem Forschungsaufenthalt an die Iowa State University in Iowa City. 1958 kehrte er nach Deutschland zurück. Nach einem Semester als Dozent an der Universität Tübingen nahm er 1958 eine Forschungsstelle am Max-Planck-Institut für Chemie in Mainz an und wirkte als Privatdozent an der Universität Mainz. 1966/67 war er („full“) Professor an der Oklahoma State University in Stillwater, Oklahoma. 1967 folgte er einem Ruf als Wissenschaftliches Mitglied und Abteilungsleiter an das Mainzer Max-Planck-Institut für Chemie.
1970 folgte er einem Ruf auf eine ordentliche Professur für Theoretische Physik an die Ruhr-Universität Bochum. Dort betreute er eine große Anzahl von Diplomanden und Doktoranden. Er wurde 1988 emeritiert.
Er war mehrmals zu längeren Forschungsaufenthalten in den USA (Argonne National Laboratory und State University of New York at Stony Brook) und Taiwan.
Kümmel war Mitglied der American Physical Society, der Deutschen Physikalischen Gesellschaft und des Deutschen Hochschulverbandes.

## Forschung
Kümmels Fachgebiet war die Theoretische Physik mit Schwerpunkt Vielteilchenprobleme. Er veröffentlichte ca. 90 Artikel in Fachzeitschriften und schrieb das Lehrbuch Introduction to Quantum Mechanics (WBG, 1984).
1958 erfand er zusammen mit Fritz Coester (damals Iowa State University) die „coupled cluster“-Methode, die sie zunächst in der Kernphysik anwandten. Sie wurde ab 1966 für die Verwendung in der Quantenchemie durch Jiři Čížek (* 1938) und danach durch Josef Paldus (* 1935) weiterentwickelt. Sie ermöglicht die genaueste Berechnung von Eigenschaften von leichten bis mittelschweren Atomen und Molekülen und relativ genaue Aussagen über andere Vielteilchensysteme (z. B. Atomkerne). Die Methode wird daher gelegentlich als „Goldstandard“ in der Quantenchemie bezeichnet. Kümmel hat zusammen mit seinen Mitarbeitern um 1975 mit der Verfügbarkeit von Computer-Unterstützung die ersten umfangreichen Rechnungen überhaupt mit dieser Methode an Atomkernen durchgeführt. Erst nach 2000 sind solche äußerst aufwändigen Rechnungen mit inzwischen verbesserten Kernkräften und viel leistungsfähigeren Computern von mehreren Gruppen weltweit wieder aufgenommen worden und die Methode erwies sich auch bei mittelschweren Kernen als vielversprechend.

## Ehrungen
- 1974 wurde Kümmel Auswärtiges Wissenschaftliches Mitglied des Max-Planck-Instituts für Chemie in Mainz.
- 2005 erhielt er den Eugene Feenberg Memorial Award und Medal (gleichzeitig mit Raymond Bishop, Manchester) für seine Rolle in der Schaffung und frühen Entwicklung der Coupled-Cluster-Methode und seine sehr genauen Pionieranwendungen dieser Methode auf Probleme in der Kernphysik und subnuklearen Physik (Laudatio).[5]
- 2007 wurde der nach Kümmel benannte Hermann Kümmel Early Achievement Award etabliert. Er soll herausragende Nachwuchswissenschaftler auf dem Gebiet der Vielteilchenphysik auszeichnen und wird alle zwei Jahre auf der Konferenz Recent Progress in Many Body Theories verliehen. Erster Preisträger war Frank Verstraete (2007).[6]

## Publikationen (Auswahl)
- Freie Elektronen in der unitären Quantenelektrodynamik. Hochschulschrift; Berlin, Freie Universität, Mathematische und naturwissenschaftliche Fakultät, Dissertation vom 25. Juni 1952
- mit Fritz Coester: Short-range correlations in nuclear wave functions. In: Nucl. Phys. Band 17, 1960, S. 477–485.
- Theory of many-body wave functions with correlations. In: Nucl. Phys. A Band 176, 1971, S. 205–218.
- mit Karl Heinz Lührmann: Equations for linked clusters and the energy variational principle. In: Nucl. Phys. A. Band 191, 1972, S. 525–534.
- mit R. Offermann und W. Ey: Degenerate many fermion theory in exp(S)--form. In: Nucl. Phys. A. Band 273, 1976, S. 349
- mit K. H. Lührmann und J. G. Zabolitzky: Many fermion theory in the exp S--(or coupled cluster) form. In: Physics Reports. Band 36C, 1978, S. 1–63
- Introduction to quantum mechanics. Wissenschaftliche Buchgesellschaft, Darmstadt 1984, ISBN 3-534-08753-4
- mit Raymond Bishop: The Coupled Cluster Method. In: Physics Today. März 1987
- A biography of the coupled cluster method. In: R. Bishop, T. Brandes, K. A. Gernoth, N. R. Walet, Y. Xian (Hrsg.): Recent progress in many-body theories, Proceedings of the 11th international conference. World Scientific Publishing, 2002, S. 334–348.